# Llista de ciutats, burgs i viles de la República d'Irlanda
Aquesta és una llista de ciutats, burgs i viles de la República d'Irlanda amb una taula i un mapa que mostren totes les àrees esmentades en la Llei de Govern Local de 2001, com a ciutats, burgs o viles. Les xifres de població són del cens de l'Oficina Central d'Estadística de 2011. A l'octubre de 2012, Phil Hogan, ministre de Medi Ambient, Comunitat i Govern Local, va anunciar plans per a un canvi radical en govern local en la República d'Irlanda. En aquests, els governs locals de Limerick i Waterford es fusionaran amb els governs comtañs, mentre que tots els consells de vila i burg serien reemplaçats per nous "districtes municipals" que cobriran les zones urbanes i rurals dins dels comtats. Tanmateix, les etiquetes "ciutat" i "burg" podrien ser transferits al districte municipal que contingui la ciutat o burg principal.

## Explicació de la taula
| Columna nom    | Significat | Explicació | fonts                           |
| -------------- | --- | --- | ------------------------------- |
| Nom(s)         | Noms de la vila | El primer nom llistat és el nom anglès més comú, i enllaça a l'article. En parèntesi es llisten els noms alternatius. En itàliques els noms oficials que no enllacen amb l'article. Només es dona el nom de la municipalitat, no de les àrees suburbanes (p.ex. Tallaght no es nomena separat de Dublín). | [ 3 ]                           |
| Consell        | Tipus de consell municipal | La Llei de Govern Local de 2001 defineix tres classes de consell municipal, anomenats "City", "Borough", i "Town". L'etiqueta "Town council" substituí "Urban district council" i "Town commissioners", però no ha abolit la distinció en els seus poderes respectius. Els valors llistats en la columna són : \| City \| Per als 5 antics county boroughs amb els mateixos poders que els county councils.[n 1] \| \| Borough \| Per als pocs ancient boroughs les cartes municipals dels quals no foren extingides per la Llei de Corporacions Municipals de 1840 (Irlanda) o promoguts en l'estatut posterior. Llurs poders són pràcticament idèntics als dels antics districtes urbans, però l'etiqueta "borough" és més prestigiosa. \| \| UD \| Consell municipal que anteriorment fou un consell de districte urbà sota la Llei de Govern Local de 1898 (Irlanda). \| \| Comm \| Consell municipals que anteriorment fou town commissioners, amb menus poders que un consell de districte urbà. \| | [ 5 ] [ 4 ] [ 6 ]               |
| Comtat central | comtat central per vila | Comtat és aquell en el que l'àrea municipal està localitzada totalment. En el cas de les ciutats el comtat del mateix nom és considerat el comtat central tot i que la ciutat se n'hi hagi separat administrativament. | [ 7 ]                           |
| Altres comtats | Altres comtats | Per a ciutats els suburbis i ravals dels quals superen les fronteres del comtat, qualsevol altre comtat que no sigui el comtat central. | [ 7 ] [ 8 ]                     |
| 2006 Tot       | Població total en 2006 | Suma de població municipal i suburbana. | [ 7 ]                           |
| 2011 Tot       | Població total en 2011. | Suma de població municipal i suburbana. | [ 7 ]                           |
| % canvi Tot    | Canvi en la població total | Com a percentatge de població de 2006. | Calculat                        |
| Tot area       | Àrea total de la vila | Àrea de 2011 en kilòmetre quadrats (km²). Només per a ciutats amb una població total d'almenys 1.500 habitants. | [ 9 ]                           |
| Tot dens       | Densitat de població total de l'àrea | Habitants per km². Basat en l'àrea total i la població de 2011. | Calculat                        |
| 2006 Mun       | Població de l'àrea municipal en 2006 | Població en l'àrea municipal de 2006. | [ 7 ]                           |
| 2011 Mun       | Població de l'àrea municipal en 2011 | Població en l'àrea municipal de 2011. | [ 7 ]                           |
| % canvi Mun    | Canvi en població de l'àrea municipal. | Com a percentatge de la població de 2006. On la població de l'àrea municipal hagi canviat, s'hi anota. | Calcula. Per a àrees canviades: |
| Mun area       | Àrea municipal de la ciutat | Àrea en la frontera municipal definida legalment en 2011. On l'àrea hagi augmentat des de 2006, es fa notar. | Per a àrees canviades:          |
| Mun dens       | Densitat de població de l'àrea municipal | Habitants per km². Basat en l'àrea municipal i població de 2011. | Calculat                        |
| 2009 elect     | Electorat per les Eleccions locals irlandeses de 2009. | La Llei de Govern Local de 1994 va estendre les fronteres d'alguns pobles únicament amb propòsits electorals. Això vol dir gent que viu fora de l'àrea municipal que està enregistrat per a votar en el consell municipal fins i tot si resideix fora de la jurisdicció. En pocs casos, la frontera municipal del pobla fou subseqüentment augmentada per a eliminar aquesta anormalitat. La resta dels casos són marcats amb un asterisc en aquesta columna, On l'àrea municipal canvià entre el cens de 2006 i les eleccions de 2009, s'hi anota. (No s'ha canviat l'àrea municipal entre les eleccions de 2009 i el cens de 2011.) | [ 12 ] [ 14 ]                   |
| 2006 Sub       | Població dels suburbis i rodalia en 2006 | Anomenats "Suburbis" per a ciutats i "rodalies" per a viles i pobles. Definit com "la continuació d'una aglomeració de població distinta fora de les fronteres establides legalment en la qual cap habitatge ocupat es troba a menys de 200 metres de distància dels altres. En aplicació del criteri dels 200 metres no es considera que trenquin la continuïtat de l'àrea ocupada els edificis industrials, comercials i d'esbarjo. Els nous suburbis i rodalia són definits únicament on hi ha almenys 20 habitatges ocupats fora dels límits definits fins als nous límits." | [ 7 ]                           |
| 2011 Sub       | Població dels suburbis i rodalia en 2011 | La definició de 2006 fou canviada per a reduir el límit de 200 metres a 100. | [ 7 ]                           |
| City           | Per als 5 antics county boroughs amb els mateixos poders que els county councils. | |                                 |
| Borough        | Per als pocs ancient boroughs les cartes municipals dels quals no foren extingides per la Llei de Corporacions Municipals de 1840 (Irlanda) o promoguts en l'estatut posterior. Llurs poders són pràcticament idèntics als dels antics districtes urbans, però l'etiqueta "borough" és més prestigiosa. | |                                 |
| UD             | Consell municipal que anteriorment fou un consell de districte urbà sota la Llei de Govern Local de 1898 (Irlanda). | |                                 |
| Comm           | Consell municipals que anteriorment fou town commissioners, amb menus poders que un consell de districte urbà. | |                                 |

## Taula
| Lloc(s)                               | Consell | Comtat central  | Altres comtats                                      | 2006 Tot. | 2011 Tot. | % canvi Tot. | Tot. area | Tot. dens . | 2006 Mun . | 2011 Mun . | % canvi Mun . | Mun. area | Mun. dens. | 2009 elect . | 2006 Sub . | 2011 Sub . |
| ------------------------------------- | ------- | --------------- | --------------------------------------------------- | --------- | --------- | ------------ | --------- | ----------- | ---------- | ---------- | ------------- | --------- | ---------- | ------------ | ---------- | ---------- |
| Dublín                                | Ciutat  | Dublín          | Dublín (Dún Laoghaire–Rathdown, Fingal, Dublín Sud) | 1.045.769 | 1.110.627 | 62,0         | 318       | 3.493       | 506.211    | 527.612    | 42,0          | 11.658,00 | 4.526      | 347.312      | 539.558    | 583.015    |
| Cork                                  | Ciutat  | Cork            |                                                     | 190.384   | 198.582   | 43,0         | 494       | 402         | 119.418    | 119.230    | −2,0          | 3.859,00  | 3.090      | 82.896       | 70.966     | 79.352     |
| Limerick                              | Ciutat  | Limerick        | Clare                                               | 90.757    | 91.454    | 8,0          | 57        | 1.604       | 52.539     | 57.106     | 87,0          | 2.838,00  | 2.012      | 40.358       | 38.218     | 34.348     |
| Galway                                | Ciutat  | Galway          |                                                     | 72.729    | 76.778    | 56,0         | 53        | 1.449       | 72.414     | 75.529     | 43,0          | 50        | 1.511      | 46.164       | 315        | 1.249      |
| Waterford                             | Ciutat  | Waterford       | Kilkenny                                            | 49.213    | 51.519    | 47,0         | 44        | 1.171       | 45.748     | 46.732     | 22,0          | 3.835,00  | 1.219      | 26.598       | 3.465      | 4.787      |
| Drogheda                              | Borough | Louth           | Meath                                               | 35.090    | 38.578    | 99,0         | 15        | 2.572       | 28.973     | 30.393     | 49,0          | 1.276,00  | 2.382      | 23.091*      | 6.117      | 8.185      |
| Kilkenny                              | Borough | Kilkenny        |                                                     | 22.179    | 24.423    | 101,0        | 27        | 905         | 8.661      | 8.711      | 6,0           | 374,00    | 2.329      | 14.324*      | 13.518     | 15.712     |
| Wexford                               | Borough | Wexford         |                                                     | 18.163    | 20.072    | 105,0        | 38        | 528         | 8.854      | 19.913     | 1.249,0       | 1.863,00  | 1.069      | 15.752       | 9.309      | 159        |
| Sligo                                 | Borough | Sligo           |                                                     | 19.402    | 19.452    | 3,0          | 31        | 627         | 17.892     | 17.568     | −18,0         | 1.284,00  | 1.368      | 13.941*      | 1.510      | 1.884      |
| Clonmel                               | Borough | Tipperary Sud   | Waterford                                           | 17.008    | 17.908    | 53,0         | 17        | 1.053       | 15.482     | 15.793     | 2             | 1.136,00  | 1.390      | 10.763       | 1.526      | 2.115      |
| Dundalk                               | UD      | Louth           |                                                     | 35.085    | 37.816    | 78,0         | 110       | 344         | 29.037     | 31.149     | 73,0          | 2.519,00  | 1.237      | 21.958*      | 6.048      | 6.667      |
| Bray                                  | UD      | Wicklow         | Dublín (Dún Laoghaire–Rathdown)                     | 31.901    | 31.872    | −1,0         | 9         | 3.541       | 27.041     | 26.852     | −7,0          | 749,00    | 3.585      | 19.255*      | 4.860      | 5.020      |
| Navan (An Uaimh)                      | UD      | Meath           |                                                     | 24.851    | 28.559    | 149,0        | 45        | 635         | 3.710      | 28.158     | 659           | 2.004,00  | 1.405      | 17.541       | 21.141     | 401        |
| Ennis                                 | UD      | Clare           |                                                     | 24.253    | 25.360    | 46,0         | 45        | 564         | 20.142     | 20.180     | 2,0           | 146,0     | 1.382      | 14.182       | 4.111      | 5.180      |
| Tralee                                | UD      | Kerry           |                                                     | 22.744    | 23.693    | 42,0         | 32        | 740         | 20.288     | 20.814     | 26,0          | 1.209,00  | 1.722      | 16.391*      | 2.456      | 2.879      |
| Carlow                                | UD      | Carlow          | Laois                                               | 20.724    | 23.030    | 111,0        | 13        | 1.772       | 13.623     | 13.698     | 6,0           | 645,00    | 2.124      | 11.835*      | 7.101      | 9.332      |
| Naas                                  | UD      | Kildare         |                                                     | 20.044    | 20.713    | 33,0         | 18        | 1.151       | 20.044     | 20.713     | 33,0          | 1.824,00  | 1.136      | 13.434       | 0          | 0          |
| Athlone                               | UD      | Westmeath       | Roscommon                                           | 17.544    | 20.153    | 149,0        | 17        | 1.185       | 14.347     | 15.558     | 84,0          | 1.092,00  | 1.425      | 12.637*      | 3.197      | 4.595      |
| Letterkenny                           | UD      | Donegal         |                                                     | 17.586    | 19.588    | 114,0        | 48        | 408         | 15.062     | 15.387     | 22,0          | 1.903,00  | 809        | 10.905*      | 2.524      | 4.201      |
| Tullamore                             | UD      | Offaly          |                                                     | 12.927    | 14.361    | 111,0        | 21        | 684         | 10.900     | 11.346     | 41,0          | 784,00    | 1.447      | 8.573*       | 2.027      | 3.015      |
| Killarney                             | UD      | Kerry           |                                                     | 14.603    | 14.219    | −26,0        | 38        | 374         | 13.497     | 12.740     | −56,0         | 1.344,00  | 948        | 8.064*       | 1.106      | 1.479      |
| Arklow                                | UD      | Wicklow         |                                                     | 11.759    | 13.009    | 106,0        | 14        | 929         | 11.712     | 12.770     | 9             | 644,00    | 1.983      | 7.831        | 47         | 239        |
| Cobh                                  | UD      | Cork            |                                                     | 11.303    | 12.347    | 92,0         | 9         | 1.372       | 6.541      | 6.500      | −6,0          | 238,00    | 2.731      | 8.087*       | 4.762      | 5.847      |
| Castlebar                             | UD      | Mayo            |                                                     | 11.891    | 12.318    | 36,0         | 27        | 456         | 10.655     | 10.826     | 16,0          | 115,0     | 941        | 8.115*       | 1.236      | 1.492      |
| Midleton                              | UD      | Cork            |                                                     | 10.048    | 12.001    | 194,0        | 12        | 1.000       | 3.934      | 3.733      | −51,0         | 155,00    | 2.408      | 7.102*       | 6.114      | 8.268      |
| Mallow                                | UD      | Cork            |                                                     | 10.241    | 11.605    | 133,0        | 17        | 683         | 7.864      | 8.578      | 91,0          | 649,00    | 1.322      | 7.965*       | 2.377      | 3.027      |
| Ballina                               | UD      | Mayo            |                                                     | 10.409    | 11.086    | 65,0         | 30        | 370         | 10.056     | 10.361     | 3             | 1.369,00  | 757        | 7.569*       | 353        | 725        |
| Enniscorthy                           | UD      | Wexford         |                                                     | 9.538     | 10.838    | 136,0        | 18        | 602         | 3.241      | 2.842      | −123,0        | 116,00    | 2.450      | 5.806*       | 6.297      | 7.996      |
| Wicklow                               | UD      | Wicklow         |                                                     | 10.070    | 10.356    | 28,0         | 10        | 1.036       | 6.930      | 6.761      | −24,0         | 308,00    | 2.195      | 6.069*       | 3.140      | 3.595      |
| Cavan                                 | UD      | Cavan           |                                                     | 7.883     | 10.205    | 295,0        | 18        | 567         | 3.934      | 3.649      | −72,0         | 201,00    | 1.815      | 4.406*       | 3.949      | 6.556      |
| Athy                                  | UD      | Kildare         |                                                     | 8.218     | 9.926     | 208,0        | 25        | 397         | 7.943      | 9.587      | 207,0         | 1.029,00  | 932        | 6.263        | 275        | 339        |
| An Longfort                           | UD      | Longford        |                                                     | 8.836     | 9.601     | 87,0         | 22        | 436         | 7.622      | 8.002      | 5             | 893,00    | 896        | 6.100*       | 1.214      | 1.599      |
| Dungarvan                             | UD      | Waterford       |                                                     | 8.362     | 9.427     | 127,0        | 17        | 555         | 7.813      | 7.991      | 23,0          | 621,00    | 1.287      | 6.210        | 549        | 1.436      |
| Nenagh                                | UD      | Tipperary Nord  |                                                     | 7.751     | 8.439     | 89,0         | 18        | 469         | 7.415      | 8.023      | 82,0          | 846,00    | 948        | 5.388*       | 336        | 416        |
| Trim                                  | UD      | Meath           |                                                     | 6.870     | 8.268     | 203,0        | 9         | 919         | 1.375      | 1.441      | 48,0          | 67,00     | 2.151      | 4.271*       | 5.495      | 6.827      |
| New Ross                              | UD      | Wexford         | Kilkenny                                            | 7.709     | 8.151     | 57,0         | 5         | 1.630       | 4.677      | 4.533      | −31,0         | 187,00    | 2.424      | 5.533*       | 3.032      | 3.618      |
| Thurles                               | UD      | Tipperary Nord  |                                                     | 7.682     | 7.933     | 33,0         | 13        | 610         | 6.831      | 6.929      | 14,0          | 515,00    | 1.345      | 5.877*       | 851        | 1.004      |
| Youghal                               | UD      | Cork            |                                                     | 6.785     | 7.794     | 149,0        | 11        | 709         | 6.393      | 6.990      | 93,0          | 487,00    | 1.435      | 5.683*       | 392        | 804        |
| Monaghan                              | UD      | Monaghan        |                                                     | 6.710     | 7.452     | 111,0        | 13        | 573         | 6.221      | 6.637      | 67,0          | 551,00    | 1.205      | 5.474*       | 489        | 815        |
| Buncrana                              | UD      | Donegal         |                                                     | 5.911     | 6.839     | 157,0        | 17        | 402         | 3.411      | 3.452      | 12,0          | 467,00    | 739        | 4.766*       | 2.500      | 3.387      |
| Ballinasloe                           | UD      | Galway          | Roscommon                                           | 6.303     | 6.659     | 56,0         | 18        | 370         | 6.049      | 6.449      | 66,0          | 1.674,00  | 385        | 5.092*       | 254        | 210        |
| Fermoy                                | UD      | Cork            |                                                     | 5.873     | 6.489     | 105,0        | 8         | 811         | 2.275      | 2.223      | −23,0         | 125,00    | 1.778      | 5.000*       | 3.598      | 4.266      |
| Westport                              | UD      | Mayo            |                                                     | 5.475     | 6.063     | 107,0        | 20        | 303         | 5.163      | 5.543      | 74,0          | 814,00    | 681        | 3.731        | 312        | 520        |
| Carrick-on-Suir                       | UD      | Tipperary Sud   | Waterford                                           | 5.906     | 5.931     | 4,0          | 9         | 659         | 5.856      | 5.886      | 5,0           | 9         | 654        | 3.500        | 50         | 45         |
| Kells (Ceannanus Mór)                 | UD      | Meath           |                                                     | 5.248     | 5.888     | 122,0        | 6         | 981         | 2.257      | 2.208      | −22,0         | 118,00    | 1.871      | 3.769*       | 2.991      | 3.680      |
| Birr                                  | UD      | Offaly          | Tipperary Nord                                      | 5.081     | 5.822     | 146,0        | 19        | 306         | 4.091      | 4.428      | 82,0          | 635,00    | 697        | 3.295        | 990        | 1.394      |
| Tipperary                             | UD      | Tipperary Sud   |                                                     | 5.065     | 5.310     | 48,0         | 11        | 483         | 4.415      | 4.322      | −21,0         | 336,00    | 1.286      | 3.798*       | 650        | 988        |
| Carrickmacross                        | UD      | Monaghan        |                                                     | 4.387     | 4.925     | 123,0        | 10        | 493         | 1.973      | 1.978      | 3,0           | 142,00    | 1.393      | 4.302*       | 2.414      | 2.947      |
| Kinsale                               | UD      | Cork            |                                                     | 4.099     | 4.893     | 194,0        | 7         | 699         | 2.298      | 2.198      | −44,0         | 111,00    | 1.980      | 3.099*       | 1.801      | 2.695      |
| Listowel                              | UD      | Kerry           |                                                     | 4.338     | 4.832     | 114,0        | 17        | 284         | 3.901      | 4.205      | 78,0          | 636,00    | 661        | 3.841*       | 437        | 627        |
| Clonakilty                            | UD      | Cork            |                                                     | 4.154     | 4.721     | 136,0        | 10        | 472         | 3.745      | 4.000      | 68,0          | 445,00    | 899        | 3.634*       | 409        | 721        |
| Cashel                                | UD      | Tipperary Sud   |                                                     | 2.936     | 4.051     | 38           | 5         | 810         | 2.413      | 2.275      | −57,0         | 135,00    | 1.685      | 2.929*       | 523        | 1.776      |
| Macroom                               | UD      | Cork            |                                                     | 3.553     | 3.879     | 92,0         | 22        | 176         | 3.407      | 3.738      | 97,0          | 1.067,00  | 350        | 2.937        | 146        | 141        |
| Castleblayney (Castleblaney)          | UD      | Monaghan        |                                                     | 3.124     | 3.634     | 163,0        | 7         | 519         | 1.822      | 1.752      | −38,0         | 12,0      | 1.460      | 3.118*       | 1.302      | 1.882      |
| Kilrush                               | UD      | Clare           |                                                     | 2.694     | 2.695     | 0            | 11        | 245         | 2.657      | 2.539      | −44,0         | 535,00    | 475        | 2.137        | 37         | 156        |
| Skibbereen                            | UD      | Cork            |                                                     | 2.338     | 2.670     | 142,0        | 9         | 297         | 2.338      | 2.568      | 98,0          | 407,00    | 631        | 1.947        | 0          | 102        |
| Bundoran                              | UD      | Donegal         |                                                     | 1.964     | 2.140     | 9            | 10        | 214         | 1.706      | 1.781      | 44,0          | 393,00    | 453        | 1.529        | 258        | 359        |
| Templemore                            | UD      | Tipperary Nord  |                                                     | 2.384     | 2.071     | −131,0       | 10        | 207         | 2.255      | 1.941      | −139,0        | 435,00    | 446        | 1.766*       | 129        | 130        |
| Clones                                | UD      | Monaghan        |                                                     | 1.767     | 1.761     | −3,0         | 5         | 352         | 1.517      | 1.491      | −17,0         | 183,00    | 815        | 1.601*       | 250        | 270        |
| Newbridge (Droichead Nua)             | Comm    | Kildare         |                                                     | 18.520    | 21.561    | 164,0        | 16        | 1.348       | 17.042     | 17.127     | 5,0           | 28,0      | 6.117      | 13.604       | 1.478      | 4.434      |
| Port Laoise (Portlaoise)              | Comm    | Laois           |                                                     | 14.613    | 20.145    | 379,0        | 19        | 1.060       | 3.281      | 3.639      | 109,0         | 205,00    | 1.775      | 8.409*       | 11.332     | 16.506     |
| Mullingar                             | Comm    | Westmeath       |                                                     | 18.416    | 20.103    | 92,0         | 23        | 874         | 8.940      | 9.414      | 53,0          | 558,00    | 1.687      | 9.791*       | 9.476      | 10.689     |
| Balbriggan                            | Comm    | Dublín (Fingal) |                                                     | 15.559    | 19.960    | 283,0        | 13        | 1.535       | 6.731      | 19.932     | 1.961,0       | 652,00    | 3.061      | 10.500       | 8.828      | 28         |
| Greystones                            | Comm    | Wicklow         |                                                     | 14.569    | 17.468    | 199,0        | 30        | 582         | 10.112     | 10.173     | 6,0           | 38,0      | 2.677      | 9.966*       | 4.457      | 7.295      |
| Leixlip                               | Comm    | Kildare         |                                                     | 14.676    | 15.452    | 53,0         | 7         | 2.207       | 14.676     | 15.452     | 53,0          | 113,0     | 1.367      | 12.724       | 0          | 0          |
| Tramore                               | Comm    | Waterford       |                                                     | 9.634     | 10.328    | 72,0         | 14        | 738         | 9.192      | 9.722      | 58,0          | 1.661,00  | 585        | 7.712        | 442        | 606        |
| Shannon                               | Comm    | Clare           |                                                     | 9.222     | 9.673     | 49,0         | 9         | 1.075       | 8.481      | 9.673      | 141,0         | 312,0     | 310        | 7.113        | 741        | 0          |
| Gorey                                 | Comm    | Wexford         |                                                     | 7.193     | 9.114     | 267,0        | 9         | 1.013       | 3.479      | 3.463      | −5,0          | 171,00    | 2.025      | 4.379*       | 3.714      | 5.651      |
| Tuam                                  | Comm    | Galway          |                                                     | 6.885     | 8.242     | 197,0        | 13        | 634         | 2.997      | 3.348      | 117,0         | 236,00    | 1.419      | 5.863*       | 3.888      | 4.894      |
| Edenderry                             | Comm    | Offaly          |                                                     | 5.888     | 6.977     | 185,0        | 17        | 410         | 5.617      | 6.490      | 155,0         | 793,00    | 818        | 4.306*       | 271        | 487        |
| Bandon                                | Comm    | Cork            |                                                     | 5.822     | 6.640     | 141,0        | 10        | 664         | 1.721      | 1.917      | 114,0         | 84,00     | 2.282      | 3.886*       | 4.101      | 4.723      |
| Passage West                          | Comm    | Cork            |                                                     | 5.203     | 5.790     | 113,0        | 10        | 579         | 4.818      | 5.122      | 63,0          | 403,00    | 1.271      | 4.315*       | 385        | 668        |
| Loughrea                              | Comm    | Galway          |                                                     | 4.532     | 5.062     | 117,0        | 4         | 1.266       | 4.532      | 5.062      | 117,0         | 425,00    | 1.191      | 3.914        | 0          | 0          |
| Ardee                                 | Comm    | Louth           |                                                     | 4.694     | 4.927     | 5            | 14        | 352         | 4.301      | 4.554      | 59,0          | 475,00    | 959        | 3.197        | 393        | 373        |
| Mountmellick                          | Comm    | Laois           |                                                     | 4.069     | 4.735     | 164,0        | 8         | 592         | 2.872      | 2.998      | 44,0          | 227,00    | 1.321      | 3.095*       | 1.197      | 1.737      |
| Bantry                                | Comm    | Cork            |                                                     | 3.309     | 3.348     | 12,0         | 10        | 335         | 3.309      | 3.348      | 12,0          | 10        | 335        | 2.645        | 0          | 0          |
| Muine Bheag (Muinebeag, Bagenalstown) | Comm    | Carlow          |                                                     | 2.735     | 2.950     | 79,0         | 7         | 421         | 2.532      | 2.775      | 96,0          | 288,00    | 964        | 2.193        | 203        | 175        |
| Boyle                                 | Comm    | Roscommon       |                                                     | 2.522     | 2.588     | 26,0         | 11        | 235         | 1.599      | 1.459      | −88,0         | 298,00    | 490        | 2.500*       | 923        | 1.129      |
| Ballyshannon                          | Comm    | Donegal         |                                                     | 2.686     | 2.503     | −68,0        | 10        | 250         | 2.004      | 1.855      | −74,0         | 343,00    | 541        | 2.324*       | 682        | 648        |
| Cootehill                             | Comm    | Cavan           |                                                     | 1.892     | 2.123     | 122,0        | 6         | 354         | 1.243      | 1.592      | 281,0         | 182,00    | 875        | 1.795*       | 649        | 531        |
| Ballybay                              | Comm    | Monaghan        |                                                     | 1.217     | 1.461     | 20           | 0         | 0           | 401        | 298        | −257,0        | 25,00     | 1.192      | 1.218*       | 816        | 1.163      |
| Cootehill                             | Comm    | Cavan           |                                                     | 1.892     | 2.123     | 122,0        | 6         | 354         | 1.243      | 1.592      | 281,0         | 182,00    | 875        | 1.795*       | 649        | 531        |
| Ballybay                              | Comm    | Monaghan        |                                                     | 1.217     | 1.461     | 20           | 0         | 0           | 401        | 298        | −257,0        | 25,00     | 1.192      | 1.218*       | 816        | 1.163      |
| Belturbet                             | Comm    | Cavan           |                                                     | 1.411     | 1.407     | −3,0         | 0         | 0           | 1.395      | 1.378      | −12,0         | 438,00    | 315        | 1.296        | 16         | 29         |
| Lismore                               | Comm    | Waterford       |                                                     | 1.240     | 1.369     | 104,0        | 0         | 0           | 790        | 732        | −73,0         | 57,00     | 1.284      | 1.138*       | 450        | 637        |
| Kilkee                                | Comm    | Clare           |                                                     | 1.325     | 1.139     | −14          | 0         | 0           | 1.325      | 1.037      | −217,0        | 525,00    | 198        | 1.063        | 0          | 102        |
| Granard                               | Comm    | Longford        |                                                     | 933       | 1.021     | 94,0         | 0         | 0           | 933        | 1.021      | 94,0          | 812,00    | 126        | 911          | 0          | 0          |